# Puchar Armenii w piłce siatkowej mężczyzn (2025)
Puchar Armenii w piłce siatkowej mężczyzn 2025 (właściwie Puchar HVF 2025 im. Roberta Zakarjana, orm. «ՀՎՖ Գավաթ 2025» նվիրված Ռոբերտ Զաքարյանի հիշատակին) – rozgrywki o Puchar Armenii w piłce siatkowej zorganizowane przez Związek Piłki Siatkowej Armenii (orm. Հայաստանի Վոլեյբոլի Ֆեդերացիա, HVF). Turniej odbył się w dniach 5-6 i 13 kwietnia 2025 roku w hali sportowej dziecięco-młodzieżowej szkoły sportowej (MPMD) w Jeghwardzie.
W Pucharze Armenii wzięły udział cztery drużyny. Rozegrały ze sobą po jednym meczu. Terminarz spotkań ustalono w drodze losowania, które odbyło się 3 kwietnia 2025 roku.
Puchar Armenii zdobyła drużyna FIMA, drugie miejsce zajął zespół Giumri, natomiast trzecie – Nor-Nork.

## Drużyny uczestniczące
| Drużyna  | Polskie rozwinięcie skrótu                              | Miejscowość |
| -------- | ------------------------------------------------------- | ----------- |
| FIMA     | Instytut Kultury Fizycznej Klubów Sportowych w Erywaniu | Erywań      |
| Giumri   | —                                                       | Giumri      |
| MSKH     | Kompleks edukacyjny "Mkhitar Sebastatsi"                | Erywań      |
| Nor-Nork | —                                                       | Erywań      |

## Rozgrywki

### Terminarz i wyniki spotkań
| Data                                             | Godz. | Drużyna 1 | Wynik | Drużyna 2 | 1 | 2 | 3 | 4 | 5 | *     |
| ------------------------------------------------ | ----- | --------- | ----- | --------- | - | - | - | - | - | ----- |
| 5.04.2025                                        | 13:30 | Giumri    | 3:0   | Nor-Nork  |   |   |   |   |   | [ 5 ] |
| 5.04.2025                                        | 15:00 | MSKH      | 0:3   | FIMA      |   |   |   |   |   | [ 5 ] |
| 6.04.2025                                        | 10:30 | Nor-Nork  | 3:0   | MSKH      |   |   |   |   |   | [ 6 ] |
| 6.04.2025                                        | 12:00 | FIMA      | 3:0   | Giumri    |   |   |   |   |   | [ 6 ] |
| 13.04.2025                                       | 10:30 | Giumri    | bd.   | MSKH      |   |   |   |   |   |       |
| 13.04.2025                                       | 12:00 | FIMA      | 3:0   | Nor-Nork  |   |   |   |   |   | [ 7 ] |
| Godziny według strefy czasowej UTC+4. Terminarz: |       |           |       |           |   |   |   |   |   |       |

### Tabela
| Poz. | Drużyna  |
| ---- | -------- |
| 1.   | FIMA     |
| 2.   | Giumri   |
| 3.   | Nor-Nork |
| 4.   | MSKH     |

Źródło: 